# Avoca (Nebraska)
Avoca és una població dels Estats Units a l'estat de Nebraska. Segons el cens del 2000 tenia 270 habitants.

## Demografia
Segons el cens del 2000, Avoca tenia 270 habitants, 105 habitatges, i 70 famílies. La densitat de població era de 801,9 habitants per km².
Dels 105 habitatges en un 37,1% hi vivien nens de menys de 18 anys, en un 58,1% hi vivien parelles casades, en un 5,7% dones solteres, i en un 32,4% no eren unitats familiars. En el 26,7% dels habitatges hi vivien persones soles el 10,5% de les quals corresponia a persones de 65 anys o més que vivien soles. El nombre mitjà de persones vivint en cada habitatge era de 2,57 i el nombre mitjà de persones que vivien en cada família era de 3,15.
Per edats la població es repartia de la següent manera: un 31,5% tenia menys de 18 anys, un 4,4% entre 18 i 24, un 30% entre 25 i 44, un 20% de 45 a 60 i un 14,1% 65 anys o més.
L'edat mediana era de 33 anys. Per cada 100 dones de 18 o més anys hi havia 92,7 homes.
La renda mediana per habitatge era de 36.250 $ i la renda mediana per família de 44.167 $. Els homes tenien una renda mediana de 32.250 $ mentre que les dones 22.500 $. La renda per capita de la població era de 15.270 $. Aproximadament el 2,6% de les famílies i el 6,1% de la població estaven per davall del llindar de pobresa.

## Poblacions més properes
El següent diagrama mostra les poblacions més properes.